# Blow Job (film, 1980)
Pour les articles homonymes, voir Blow Job.
Pour plus de détails, voir Fiche technique et Distribution.
Blow Job: Dolce lingua, également connu sous le titre Blow Job: Soffio erotico, est un film d'épouvante érotique italien réalisé par Alberto Cavallone et sorti en 1980.

## Synopsis
Stefano Vicinelli et sa compagne Diana doivent payer les deux semaines de loyer de l'hôtel et se voient confisquer leurs bagages et leur voiture jusqu'à ce que la facture soit réglée. Dans la chambre située juste au-dessus de la leur, une femme désemparée se jette par la fenêtre. Utilisant cette distraction, les tourtereaux se faufilent dehors et fuient. Stefano rencontre une folle aux lunettes de soleil qui lui demande de lui donner une clef pour ouvrir une porte. Après s'être calmée, la femme lui propose un marché : elle l'aidera à gagner de l'argent dans une course de chevaux s'il l'aide à « passer la porte ». N'ayant aucune idée de ce dont elle parle, Stefano accepte à contrecœur et parie sur sa suggestion.

## Fiche technique
- Titre original italien : Blow Job: Dolce lingua ou Blow Job: Soffio erotico ou Blow Job[2]
- Réalisation : Alberto Cavallone
- Scénario : Alberto Cavallone
- Photographie : Maurizio Centini
- Montage : Alberto Cavallone
- Musique : Ubaldo Continiello
- Production : Martial Boschero
- Société de production : Anna Cinematografica
- Pays de production :  Italie
- Langue originale : italien
- Format : couleur par Telecolor - 1,85:1 - Son mono - 35 mm
- Genre : film d'épouvante érotique
- Durée : 78 minutes
- Dates de sortie : 
  - Italie : 17 mai 1980

## Distribution
- Danilo Micheli : Stefano
- Andrea Belfiore (sous le nom d'« Anna Massarelli ») : Diana
- Anna Bruna Cazzato : Angela
- Mirella Venturini : Sibilla
- Valerio Isidori : Alphonse
- Antonio Mea : concierge
- Alba Armani (non créditée)